# Tomasz Nesterowicz
Tomasz Krzysztof Nesterowicz (ur. 14 września 1973 w Zielonej Górze) – polski samorządowiec, urzędnik i historyk, od 2024 wicewojewoda lubuski.

## Życiorys
Absolwent historii na Uniwersytecie Zielonogórskim, został doktorantem i wykładowcą na tej uczelni oraz pracownikiem biblioteki UZ. Nauczał także kowalstwa w Wojewódzkim Ośrodku Kształcenia Zawodowego oraz publikował w lewicowej prasie. Od 2006 zatrudniony w urzędzie miejskim w Zielonej Górze jako rzecznik prasowy i następnie szef gabinetu prezydenta Janusza Kubickiego, kierował także jego dwoma kampaniami wyborczymi. Później do 2015 pozostawał pracownikiem Zielonogórskiego Domu Kultury, m.in. organizując Festiwal Piosenki Rosyjskiej w latach 2008–2014. W kolejnych latach zatrudniony w biurze rachunkowym oraz w Biurze Współpracy Zagranicznej i Europejskiej Współpracy Terytorialnej Urzędu Marszałkowskiego Województwa Lubuskiego.
Zaangażował się w działalność Sojuszu Lewicy Demokratycznej, przekształconego w 2021 w Nową Lewicę. Kierował miejskimi strukturami SLD, w 2016 ubiegał się o fotel krajowego szefa partii. W 2022 objął funkcję współprzewodniczącego NL w województwie lubuskim. Pracował w biurze poselskim Bogusława Wontora.
W 2010, 2015 i 2018 wybierany do rady miejskiej Zielonej Góry, gdzie kierował klubem radnych. W 2018 ubiegał się o stanowisko prezydenta Zielonej Góry, zajmując 4. miejsce na 5 kandydatów. Startował bez powodzenia do Sejmu w wyborach w 2023. 16 stycznia 2024 powołany na stanowisko drugiego wicewojewody lubuskiego. W tym samym roku kandydował bezskutecznie do sejmiku lubuskiego.
Ma żonę i trójkę dzieci.

## Odznaczenia
Odznaczony Odznaką Honorową „Bene Merito”.